# Свинья (фильм, 2021)
«Свинья́» (англ. Pig) — американо-британский драматический триллер режиссёра Майкла Сарноски. В главных ролях: Николас Кейдж, Алекс Вулфф и Адам Аркин. Фильм повествует о леснике, который собирает трюфели в орегонской глуши. Однажды у него похищают любимую свинью, и в попытке её отыскать отшельник сталкивается со своим прошлым. Премьера фильма состоялась 16 июля 2021 года.

## Сюжет
Робин «Роб» Фелд — бывший шеф-повар из Портленда, ставший затворником и асоциальным собирателем трюфелей. Живя в хижине глубоко в лесах Орегона, он охотится за трюфелями с помощью своей ценной кормовой свиньи. Он продаёт трюфели молодому и неопытному поставщику элитных ингредиентов для высококлассных ресторанов Амиру. Однажды ночью на Роба нападают неизвестные злоумышленники, которые также крадут его свинью. Он обращается к Амиру, который помогает ему найти группу наркоманов, которые, по их словам, отдали свинью кому-то из центра Портленда. Роб и Амир проникают на подпольный боевой ринг, которым руководит старый знакомый Роба Эдгар, он даёт ещё одну подсказку о местонахождении свиньи.
На следующее утро Амир готовит себе и Робу завтрак и выражает свое восхищение Робом как шеф-поваром; брак родителей Амира был несчастливым, но Амир вспоминает, что его родители были самыми счастливыми после ужина в ресторане Роба много лет назад, прежде чем его мать в конце концов покончила с собой. Следуя наводке Эдгара, Роб просит Амира зарезервировать для себя столик в модном современном ресторане «Эвридика». Тем временем Роб посещает дом, в котором жил со своей женой Лори, смерть которой и вынудила его уйти из общества.
В «Эвридике» Роб просит о встрече с её шеф-поваром Дерриком, бывшим поваром по приготовлению пасты в ресторане Роба. Роб многозначительно, но сочувственно критикует Деррика за то, что он открыл современный ресторан, а не паб, которым он всегда хотел управлять. Деррик признаётся, что свинью украл богатый отец Амира Дариус, который узнал о ней благодаря сыну.
Роб сердито прекращает своё партнерство с Амиром, после чего идёт домой к Дариусу. Дариус обещает ему 25 000 долларов в обмен на свинью и угрожает убить животное. После того как Амир навещает свою мать (которая жива, но находится в коме, что свидетельствует о неудачной попытке самоубийства), он отправляется забрать Роба из дома Дариуса. Роб признаётся Амиру, что на самом деле ему не нужна свинья для охоты на трюфели, но он ценит её общество и любит её. Затем он просит Амира помочь ему вернуть свою свинью другим способом.
Роб забирает багет у своего бывшего пекаря, в то время как Амир достаёт специальные ингредиенты, в том числе бутылку вина из личной коллекции Роба и Лори, хранящуюся в её мавзолее. Пробравшись обратно в дом Дариуса, Роб и Амир готовят и подают на ужин Дариусу то же самое блюдо и вино, которые Роб приготовил для Дариуса и его жены много лет назад в своём ресторане. Дариус расплакался за едой и удаляется в свой кабинет. Когда Роб снова спрашивает о свинье, тот признаётся, что нанятые им наркоманы неправильно обращались с ней, что привело к её смерти. Роб опустошён, а раскаявшийся Амир отвозит его в таверну «Скайлайн», где впервые и подобрал. Несмотря на беспечность Амира, Роб решает возобновить с ним партнёрство. Вернувшись в свою хижину, Роб прокручивает кассету со своим днём рождения, на котором Лори поёт «I’m on Fire».

## В ролях
| Актёр           | Роль     |
| --------------- | -------- |
| Николас Кейдж   | Роб      |
| Алекс Вулфф     | Амир     |
| Адам Аркин      | Дариус   |
| Нина Бельфорте  | Шарлотта |
| Гретчен Корбетт | Мас      |
| Джулия Брэй     | Твикетт  |
| Дариус Пирс     | Эдгар    |

## Критика
Фильм «Свинья» получил высокие оценки критиков. На сайте Rotten Tomatoes он имеет рейтинг 97 %, основываясь на 269 рецензиях критиков, со средним баллом 8,2 из 10. На Metacritic у картины 82 балла из 100 на основе 39 отзывов, что соответствует статусу «всеобщее признание».

## Награды и премии
- Золотая малина. Премия за восстановление репутации (номинация), 2022 год.